# Березовская, Майя
Майя Березовская (пол. Maja Berezowska; 13 апреля 1893 или 1898, Барановичи, Минская губерния, Российская империя — 31 мая 1978, Варшава, Польша), известная также под псевдонимом Дитто (пол. Ditto) — польская художница, график, карикатурист и сценограф.

## Биография
Отец Майи Эдмунд Березовский был подполковником Русской императорской армии, строителем Транссибирской железнодорожной магистрали, а позднее — генералом бригады Войска польского.
Майя училась в частной школе изящных искусств в Санкт-Петербурге, высшее художественное образование получала в Кракове, Париже и Мюнхене. Ещё до Второй мировой войны она прославилась своими эротическими рисунками. Тема высоких человеческих чувств, красота тела всегда оставались постоянными мотивами её творчества. Уже на склоне лет она написала: 
Без любви не было бы жизни. Для меня нет ничего более прекрасного, чем человеческое тело, и, пока я жива, я буду его рисовать. Как можно лучше.Szpilki, № 34 (21 августа), 1977
С 1933 по 1936 годы проживала в Париже, где сотрудничала с местными ежедневными изданиями: «Le Figaro», «Le Rire» и «Ici Paris». В 1935 году в одном из номеров последнего опубликовала серию карикатур о Гитлере «Флирты сладкого Адольфа», на которые сразу отреагировало германское посольство, вынудив французскую криминальную полицию привлечь её к суду за «оскорбление главы государства». Адвокату удалось её защитить, и дело закончилось символическим штрафом. Вернувшись перед войной в Польшу, она работала в провинции, но вернулась в Варшаву, где в мае в 1942 года была арестована гестапо. За оскорбление Гитлера была приговорена к смертной казни и попала в концлагерь Равенсбрюк.
Смертный приговор не был исполнен. В концлагере насколько это было возможно Майя продолжала рисовать – в основном, портреты своих подруг по несчастью, чтобы они могли нелегально переслать эти рисунки своим семьям. В мае 1945 года лагерь смерти был освобождён Красной Армией; Березовская с группой своих соотечественниц по приглашению Шведского Красного Креста уехала на лечение в Стокгольм.
В июне 1946 года Березовская вернулась в Польшу, где основным её занятием стало создание визуального оформления сцены и эскизов костюмов в театрах. Также она публиковала свои карикатуры в газетах и журналах, иллюстрировала книги.
В 1977 году Майя Березовская полностью ушла из профессиональной жизни и год спустя умерла. Похоронена на кладбище Воинские Повонзки в Варшаве.